# Kazakhgate
 (avril 2023).
L'article doit être relu — et modifié si nécessaire — par des contributeurs indépendants pour apporter un regard critique aux contributions effectuées en violation des conditions d'utilisation de Wikipédia, tant sur la forme (notamment concernant le style encyclopédique, la proportionnalité) que sur le fond (la neutralité de point de vue, la qualité et l'indépendance des sources).
 (avril 2023).
Motif : L'exposé est très orienté, présentant de façon très partielle (bien que complété entretemps) le point pivot de l'affaire qu'est le triumvirat. Jusqu'à il y a peu, seul était exposé le point de vue de l'un des trois, Patokh Chodiev, les mentions en sa défaveur ayant été supprimées, jusqu'à rendre aujourd'hui encore une partie du texte incompréhensible sur les différents enchaînements. Pour avoir une vision sommaire de l'affaire se reporter à l'article en néerlandais.
Le Kazakhgate fait référence à plusieurs affaires politiques financières internationales impliquant l'entourage politique et familial du président kazakh Noursoultan Nazarbaïev. Si le volet belge est refermé, le dossier est toujours à l’instruction à Paris chez la juge Buresi. Les ramifications de ce réseau d'influence remontent jusqu’à l'entourage de Nicolas Sarkozy et Didier Reynders. 

## France

### Mouvements suspects
En 2011, des mouvements financiers suspects sont détectés en France autour d'une avocate du barreau de Nice, Catherine Degoul, avocat du trio d'hommes d'affaires kazakh, poursuivis en Belgique.
Franceinfo révèle que l’établissement bancaire Delubac, situé en Ardèche, est cité dans des affaires judiciaires impliquant des acteurs-clé de la présidence Sarkozy.

### Aymeri de Montesquiou
Le 15 octobre 2014, le château de Marsan, domicile du sénateur UDI Aymeri de Montesquiou, ainsi que la Mairie de Marsan sont perquisitionnés, dans le cadre de l’information judiciaire pour « corruption d’agents publics étrangers » et « blanchiment en bande organisée » menée par les juges d’instruction Roger Le Loire et René Grouman pour les pots-de-vin présumés versés par un oligarque belgo-kazakh, Patokh Chodiev, proche du président Noursoultan Nazarbaïev.
Son immunité parlementaire de sénateur est levée le 18 mars 2015 pour des faits présumés de blanchiment en bande organisée et corruption active d'agents publics étrangers. Le 9 juillet 2015, Aymeri de Montesquiou est mis en examen pour corruption passive et blanchiment en bande organisée.
Le 9 février 2015, Le Point révèle que le nom d'Aymeri de Montesquiou apparaît sur une liste de personnalités françaises impliquées dans l'affaire HSBC Suisse, dite "SwissLeaks".

## Belgique

### «Trio kazakh»
En 1991 est constituée en Belgique la société Seabeco Belgium qui est, selon le quotidien Le Soir, une société écran dédiée aux opérations financières de l'ex-KGB. Elle cessera ses activités en avril 1992. Cette constitution de sociétés amène en Belgique trois hommes d'affaires: Patokh Chodiev, Alexandre Machkevitch et Alijan Ibragimov (en).
Patokh Chodiev, originaire d'Ouzbékistan, a acquis la nationalité belge le 13 août 1997, lors de son séjour à Waterloo. Il est accusé d'avoir reçu l'aide de Serge Kubla, bourgmestre de Waterloo (MR) et son voisin, dans cette affaire. Un procès-verbal dressé le 8 janvier 1997 par la police communale assurait que Patokh Chodiev parlait parfaitement le français, alors qu'il ne s'exprime qu'en anglais. Sa naturalisation belge a finalement fait l'objet d'une enquête officielle en janvier 2017. Le 8 mars 2017, Serge Kubla assure "sous serment" ne pas être intervenu au nom de Chodiev. L'enquêteur en chef de l'affaire, Jean-François Kayser, a également déclaré que «il n'y a pas de preuve au dossier de l'intervention physique de M. Kubla avec M. Vandewalle» (le commissaire en chef de la police de Waterloo). 
Avant la naturalisation, le Service de sécurité de l'État belge a d'abord exprimé des inquiétudes au sujet de la participation de Chodiev à d'autres entreprises en Belgique, mais n’a finalement trouvé "rien à signaler". 
Le trio est accusé d'avoir agi comme agents occultes et d'avoir reçu 50 millions d'euros de rétrocommissions dans le cadre de l'achat par Tractabel de quatre centrales électriques au Kazakhstan et d'une concession pour 20 ans, du transport et du stockage du gaz dans le pays. En mars 2007, la justice belge inculpe le trio et quatre autres personnes (l'épouse du Premier ministre kazakh, la femme et les deux filles de Machkevitch) pour faux, blanchiment et association de malfaiteurs. Après quatre ans de batailles judiciaires, Chodiev et ses co-inculpés font appel d'une renvoi en tribunal correctionnel et le Parquet général est saisi. 15 jours plus tard, un projet de loi étendant la faculté de transiger aux affaires pénales est présenté.  Quelques jours après la promulgation de la loi, 17 juin 2011, Chodiev et ses co-inculpés concluent avec le parquet une transaction qui met fin aux poursuites.  Le montant annoncé est de 23 millions d'euros. Toutefois, selon Le Vif le montant effectivement transigé n'est que de 3,5 millions d'euros, dont 522 500 euros pour Chodiev, les 23 millions annoncés étant ceux d'une transaction passée antérieurement avec le fisc,. L'ancien président du Sénat et ministre d'Etat Armand De Decker est soupçonné d'avoir participé à un réseau d'influence visant à accélérer les travaux parlementaires pour l'adoption de cette loi sur les transactions pénales. 
En septembre 2017, un expert de la commission d’enquête et pénaliste, Patrick Waeterinckx, a rédigé un rapport concluant que la transaction pénale en Belgique est juridiquement robuste.
En mai 2018, la commission d'enquête parlementaire a présenté son rapport final sur le passage de la création de la loi sur la transaction pénale. Le rapport, selon de Staandard, a conclu que «le travail législatif pour créer la loi n'a pas souffert du lobbying et des tentatives de manipulation. » De plus, aucune preuve n'a été présentée qu’il y a eu une influence sur l'adoption de la loi. Selon Le Vif/Express, « La commission d'enquête a constaté à cet égard, les liens unissant à Anvers magistrats du Parquet, partis politiques, cabinet de la Justice et représentants du secteur diamantaire, en vue de faire émerger une solution législative pour sauver des entreprises aux abois, sur le plan judiciaire et économique. »
Le mois précédent, le 30 avril, la Chambre des représentants belge avait déjà approuvé les conclusions de la commission Kazakhgate,. La commission a également acquitté Chodiev de toute implication dans l'adoption de la loi sur les transactions pénales.
Alijan Ibragimov acquérait la nationalité belge en janvier 2005 par déclaration de nationalité après un rejet d'une demande de naturalisation par la Chambre des représentants de Belgique en 1998. Malgré beaucoup de tentatives, le Kazakh Alexandre Machkevitch n'a jamais obtenu la nationalité belge, mais néanmoins la nationalité israélienne.

### Entourage du président français
Dans ce volet, l'entourage du président français Nicolas Sarkozy est suspecté d'avoir influencé le processus législatif belge afin de permettre au trio kazakh de bénéficier d'une transaction pénale.  Cette loi de transaction pénale entre en vigueur le 16 mai 2011. Un marché de plusieurs centaines de millions d’euros, portant sur l’achat de 45 hélicoptères du groupe Eurocopter, était alors en voie de conclusion finale par le Kazakhstan. Le contrat franco-kazakh a été officiellement signé le 27 juin 2011, soit dix jours après la transaction pénale.
Un mail a été envoyé le 19 juin 2011 par Jean-François Etienne des Rosaies, conseiller du président français  Nicolas Sarkozy, à l’assistante personnelle du ministre français de l’Intérieur, Claude Guéant, pour information au « PR », acronyme du Président de la République française. Il tend à confirmer l’implication de l'ancien président du Sénat belge, Armand De Decker, dans l’adoption d’une disposition législative favorisant, via une transaction pénale, l’homme d’affaires belgo-kazakh Patokh Chodiev et deux de ses associés. Il informe Claude Guéant que les chefs d’inculpation ont été annulés à l’encontre de Patokh Chodiev et de ses associés deux jours auparavant par Stefaan De Clerck. Il rappelle que le président kazakh Nazarbaïev avait sollicité le « PR », deux ans auparavant, « pour trouver un soutien politique en Belgique en faveur de son ami » Patokh Chodiev. Étienne des Rosaies précise que « pour résoudre cette affaire, un texte de loi a été voté, il y a un mois, organisé et suscité par Armand De Decker qui a sensibilisé trois ministres : Justice, Finances et Affaires étrangères ». Les ministres en question sont Stefaan De Clerck (CD&V), Didier Reynders (MR) et, Steven Vanackere (CD&V).
Dans une note « très confidentielle » du 28 juin 2011, divulguée en 2012, M. Étienne des Rosaies revient auprès de Claude Guéant : « Il me semble important que vous puissiez nous recevoir mardi ou mercredi avec le ministre d’État Armand De Decker, que l’État français oubliera de remercier, et Catherine Degoul. »
Au cours de son audition devant la commission d'enquête créé pour investiguer sur la genèse de la loi, l'ami d'enfance d'Etienne des Rosaies et grand chancelier de l'ordre de Malte, Jean-Pierre Mazery, a soutenu que les lettres de des Rosaies ne devraient pas être prises trop au sérieux, car des Rosaies est un homme avec un grand besoin de reconnaissance qui l'amenait parfois à présenter les faits de façon inexacte. Il a ajouté que « Jean-François Étienne des Rosaies est un homme qui a le souci d’être au centre des grandes affaires, de tirer les ficelles ».
Cependant, après six mois d'audiences, la commission n'a pu identifier un lien entre le rôle de la France et la rédaction de la loi en Belgique. Au lieu de cela, la commission déterminait que la loi était adoptée en raison d'un compromis politique entre le PS et le parti libéral à l'époque, le PS cherchant à repousser le secret bancaire alors que les libéraux cherchaient un nouvel arrangement du règlement pénal,. Un accord politique a été conclu le 3 février 2011 grâce à la médiation du cabinet Yves Leterme (CD & V).
Le 4 juillet 2017, le chef de la commission d'enquête, Dirk van der Maelen (SP.A), a déclaré sa conviction d'une interview avec le journal belge Knack que le secteur du diamant et le Collège des procureurs généraux sont les «pères» du loi, sous la responsabilité politique du CD & V. Il a justifié ce point de vue en faisant valoir que la loi a été rédigée par deux avocats au nom du Antwerp World Diamond Center en 2007.

### Armand De Decker
Selon Le Soir, l'avocat  et ancien président du Sénat Armand de Decker aurait agi pour obtenir une loi sur la transaction pénale dont a bénéficié le trio kazakh. Il serait intervenu auprès du Ministre belge de la justice pour tenter d'influer sur le sort judiciaire de son client kazakh. Armand de Decker aurait perçu 741,846 euros d'honoraires pour son action auprès du trio kazakh. Une enquête de l’OCRC et du fisc belge serait ouverte car cette somme n’aurait pas été correctement déclarée.
En 2014, les juridictions belges ont ouvert une information judiciaire.
Devant la commission d'enquête, De Decker a déclaré à nouveau le 7 juillet 2017 qu’il « conteste vigoureusement les faits qui me sont imputes » et que « je ne suis intervenu qu'en ma seule qualité d'avocat et que je n'ai subi aucune influence de quelque nature que ce soit ».
Les conclusions finales de l'enquête, approuvées par une majorité à la Chambre des représentants le 30 avril, indiquaient que, malgré son lobbying avéré, 'il n'y avait aucune preuve que De Decker avait eu une influence sur la vitesse de l'adoption de la loi. Le parquet de Mons précisait que dans sa propre enquête, De Decker n'était pas mis en cause pour une possible intervention « durant le processus d'élaboration de la loi » .

### Famille royale
Début novembre 2016, le quotidien Le Soir  évoque une transaction entre l’avocate de Patokh Chodiev, Catherine Degoul, vers le "Fonds d’Entraide Prince et Princesse Alexandre de Belgique" que gère la princesse Léa, belle-sœur d’Albert II. La princesse Léa sera entendue par la justice belge en 2017. Elle a confirmé le versement de janvier 2012, mais dit n’avoir jamais entendu parler de Catherine Degoul.

## États-Unis
Les procureurs  de l'État de New York accusent  l'homme d'affaires James Giffen d'avoir payé des pots-de-vin  dans l'entourage du président Nazarbaïev et à l'ancien premier ministre du Kazakhstan Nurlan Balgimbayev, pour obtenir des contrats d'exploitation dans les champs pétrolifères kazakhs dans les années 1990[réf. nécessaire].
James Giffen  a été arrêté en 2003 à l'aéroport Kennedy de New York alors qu'il tentait de prendre un avion pour Paris. Il a été poursuivi par le Procureur de New York pour violation de la loi anti-corruption de 1977. Il était porteur d'un passeport diplomatique kazakh, bien que la double citoyenneté ne soit pas autorisée par les lois du Kazakhstan. Le Procureur de New York a également mis en examen John Brian Williams, ancien cadre de la Mobil Oil Company, pour évasion fiscale. 
Selon l'enquête, James Giffen est accusé d'avoir créé des comptes bancaires illégaux en Suisse et d'y avoir transféré 20 millions de dollars.  il est également accusé d'avoir payé des frais de scolarité de membres de la famille d'officiels kazakhs et d'avoir acheté pour 2 millions de dollars de bijoux.  